# Arhitektura u 1552.
◄◄ | ◄ | 1549. | 1550. | 1551. | 1552.  | 1553. | 1554. | 1555. | ► | ►►
Arhitektura • Astronomija • Glazba • Kazalište • Kiparstvo • Knjige • Književnost • Kršćanstvo • Medicina • Politika • Pravo • Promet • Slikarstvo • Znanost
Arhitektura u 1552.

## Svijet

### Zgrade i druge građevine
- Početak gradnje džamije Džuma-Džami na Krimu (dovršena 1564.)

## Vanjske poveznice
|  | Zajednički poslužitelj ima još gradiva o temi Arhitektura u 1550-im |